# Ножівка по металу

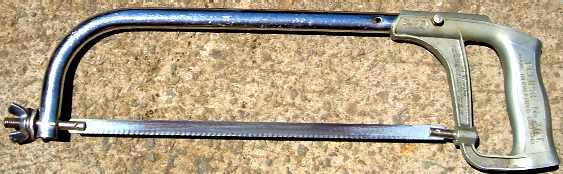
Типова ножівка по металу

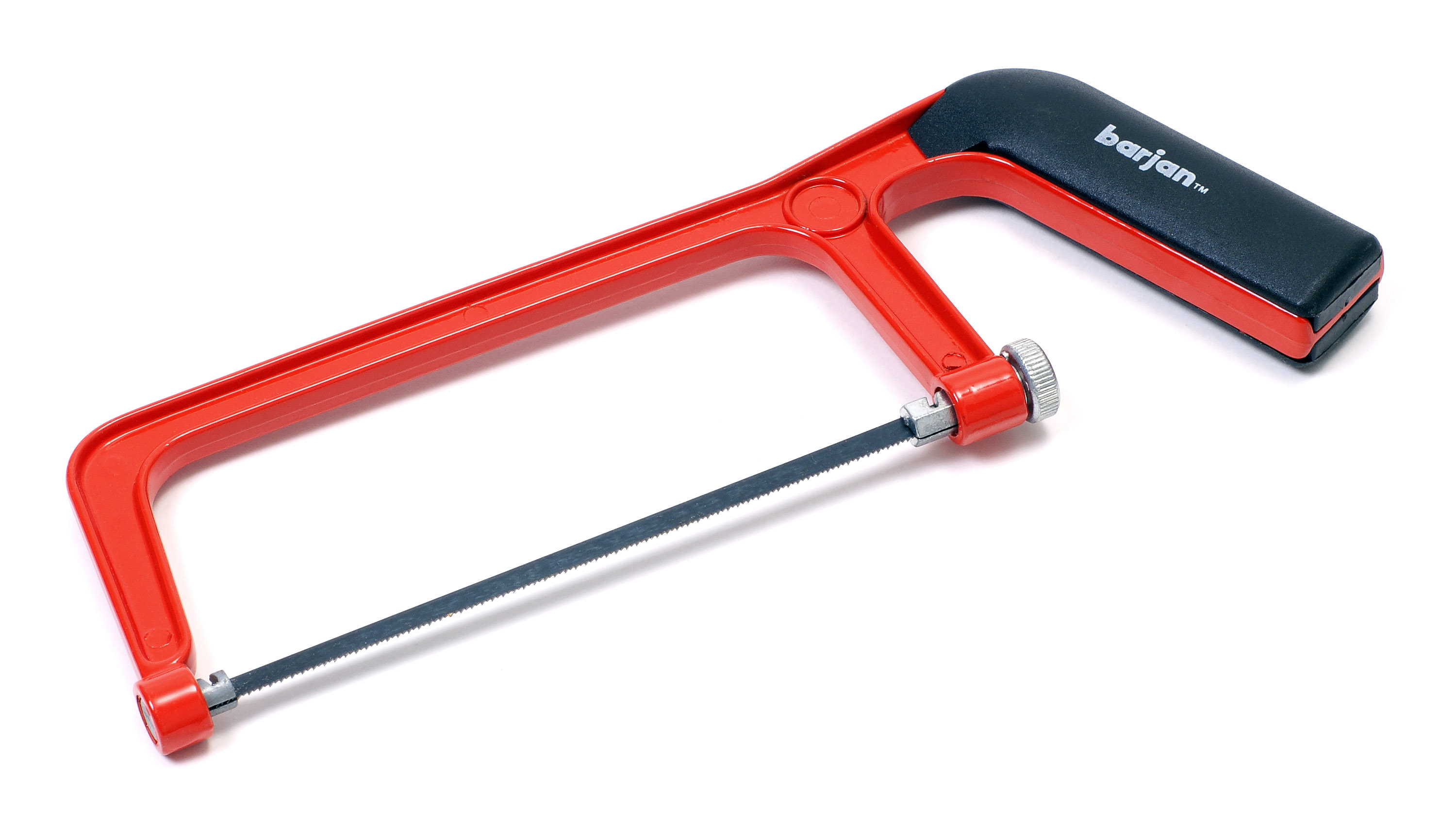
Ножівка по металу для зменшеного полотна

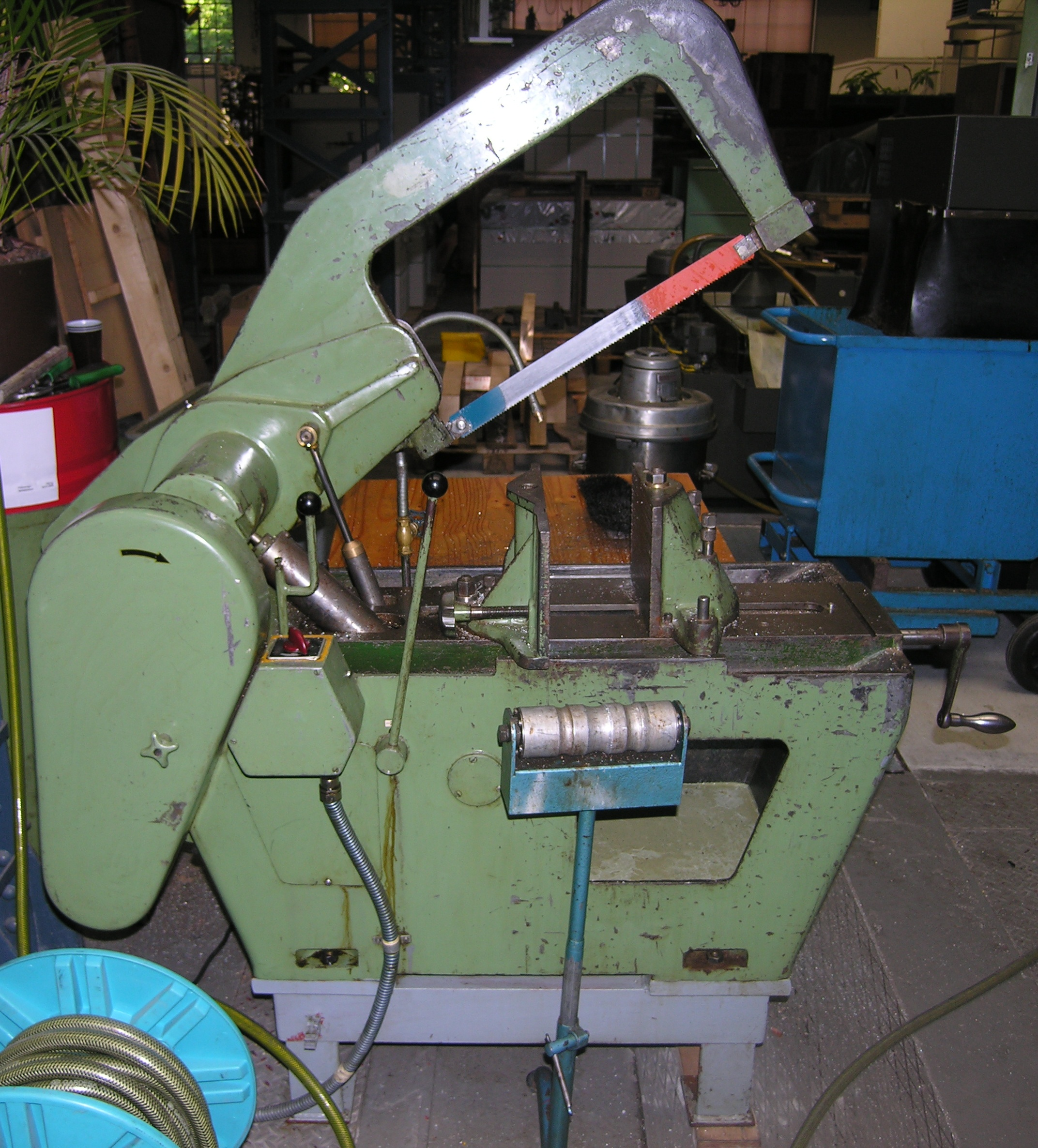
Механічна ножівка по металу

Ножі́вка по металу або слюсарна ножівка — різновид пилки для розрізування металевих заготовок. Складається з ножівкової рамки і ножівкового полотна.
Ножівкові полотна виготовляються тонкими та вузькими. Довжина ручних ножівок характеризується відстанню між отворами на кінцях — від 6" до 14" (від 150 до 400 мм). Для ручного розпилювання використовуються полотна 250 мм та 300 мм, шириною 12,5 та 25 мм і товщиною 0,63 — 1,25 мм. Полотна машинних ножівок дещо ширші — 25…55 мм — і товщиною від 1,25 до 2,0 мм (при крупному зубі — 2,5 мм). Полотна для ручних ножівок бувають двох виконань:
A — з розташуванням зубів на одному боці полотна;
B — з розташуванням зубів на обох боках полотна.
Ножівочні полотна виготовляють із швидкорізальної сталі та сталі Х6ВФ. Для того, щоб полотно не ламалося, використовують лише термічну обробку зубців полотна.